# روس والاس
روس والاس (بالإنجليزية: Ross Wallace)‏ (23 مايو 1985 دندي المملكة المتحدة - ) هو لاعب كرة قدم بريطاني يلعب كلاعب وسط.

## مسيرته الكروية
لعب روس والاس خلال مسيرته الاحترافية مع 7 أندية في تسعة عشر موسمًا وسجل خلالها 44 هدفًا ضمن 469 مباراة. حيث فاز في ثلاثة مواسم بالكأس وفي ثلاثة مواسم بالدوري.
خاض روس والاس مسيرته مع نادي سلتيك في موسم 2003–04 ليلعب معه أربعة مواسم، مشاركًا في 37 مباراة سجل خلالها هدفًا واحدًا. ثم انتقل إلى نادي سندرلاند في موسم 2006–07 ولمدة موسمين، حيث شارك في 53 مباراة سجل خلالها 8 أهداف. لينتقل بعدها إلى نادي بريستون نورث إيند في موسم 2008–09 ولمدة موسمين، مشاركًا في 80 مباراة سجل خلالها 12 هدفًا. ثم انتقل إلى نادي بيرنلي في موسم 2010–11 ليلعب معه خمسة مواسم، مشاركًا في 149 مباراة سجل خلالها 12 هدفًا أيضًا. هذا وانتقل لاحقًا إلى نادي شيفيلد وينزداي في موسم 2015–16 واستمر معه طيلة ثلاثة مواسم، مشاركًا في 108 مباراة سجل خلالها 10 أهداف. ثم انتقل بعدها إلى فليتوود تاون في موسم 2018–19 ولمدة موسمين، مشاركًا في 39 مباراة سجل خلالها هدفًا واحدًا. ليعود وينتقل من جديد، لكن هذه المرة إلى نادي سانت ميرين في موسم 2019–20 لمدة موسم واحد، مشاركًا في 3 مباريات ولم يسجل أي هدف.

## روابط خارجية
- روس والاس على موقع قاعدة بيانات كرة القدم.إي يو (الإنجليزية)
- روس والاس على موقع ناشيونال فوتبول تيمز (الإنجليزية)
- روس والاس على موقع Soccerbase.com (لاعب) (الإنجليزية)
- روس والاس على موقع Soccerway.com (الإنجليزية)
- روس والاس على موقع عالم كرة القدم.نت (الإنجليزية)
- روس والاس على موقع AS.com (الإسبانية)